# سنام
سنام، روستایی است از توابع منطقه نرماب دوسر بخش چهاردانگه شهرستان ساری در استان مازندران ایران.

## جمعیت
این روستا در منطقه نرماب دوسر دهستان چهاردانگه قرار داشته و براساس آخرین سرشماری مرکز آمار ایران که در سال ۱۴۰۳ صورت گرفته، جمعیت آن بیش از ۳۵۰ نفر (۷۰خانوار) بوده‌است.